# 南太平洋区域渔业管理组织
南太平洋区域渔业管理组织（英語：South Pacific Regional Fisheries Management Organisation - SPRFMO）是2012年依南太平洋公海渔业资源养护和管理公约（英語：Convention on the Conservation and Management of High Seas Fishery Resources in the South Pacific Ocean）成立的区域性渔业机构，旨在通过在渔业管理中采用预防性方法和生态系统方法，确保公约范围内的渔业资源得以长期养护和可持续利用，并以此保护区域海洋生态系统。

## 南太平洋公海渔业资源养护和管理公约
公约对养护管理的原则、途径和措施等作了规定，并设立了南太平洋区域渔业管理组织。

## 會員
澳大利亚、伯利兹、智利、中华人民共和国、库克群岛、古巴、厄瓜多尔、欧盟、丹麦（代表法罗群岛）、大韩民国、新西兰、巴拿马、秘鲁、俄罗斯、中華臺北、美国、瓦努阿图。
此外库拉索和利比里亚作为合作非缔约方（CNCPs）。

## 组织结构
南太平洋区域渔业管理组织包括委员会，各分委会和秘书处。

### 委员会
每一缔约方应为委员会成员，并任命一名代表，可由副代表、专家顾问陪同。委员会选举一名主席和一名副主席。

### 分委会
- 科学分委会
- 执法和技术分委会
- 东部次区域管理分委会
- 西部次区域管理分委会
- 财务和行政分委会